# Obrąbek stawowy
Obrąbek stawowy (łac. labrum glenoidale) – trójkątna na przekroju struktura chrząstki włóknistej, będąca przedłużeniem panewki niektórych stawów. U człowieka występuje np. w stawie biodrowym i ramiennym. Jest unaczyniony i unerwiony, w odróżnieniu od chrząstki stawowej. Pogłębia panewkę i powiększa ją, zabezpieczając ruchy w stawie.  W stawie biodrowym przyczynia się do ochrony głowy kości udowej przed uderzeniami o kostny brzeg panewki oraz zabezpieczenia pełnego ruchu w stawie. Jest strukturą wewnątrzstawową, która jest bogato unaczyniona i unerwiona, co determinuje dolegliwości bólowe w przypadku jego uszkodzenia.
Najczęstszą przyczyną uszkodzenia jest pojedynczy uraz lub sumujące się mikrourazy powstające podczas powtarzalnych czynności sportowych. Niecharakterystycznymi objawami uszkodzenia są bóle w okolicy pachwiny, przeskakiwanie wewnątrz stawu, utykający chód, ograniczenie ruchomości. Badaniem obrazującym uszkodzenie obrąbka stawowego jest rezonans magnetyczny z kontrastem podanym do stawu biodrowego oraz artroskopia diagnostyczna. Najczęstszymi uszkodzeniami obrąbka stawowego są jego niestabilne pęknięcia lub rozdarcia. Dzięki bogatemu ukrwieniu obrąbek posiada możliwość gojenia w przypadku wykonania odpowiednich procedur naprawczych, które właśnie drogą artroskopową mogą być przeprowadzone. W przypadku uszkodzenia nienaprawialnego, uszkodzone fragmenty są wycinane i usuwane poza staw.